# 萨拉茹瓦
萨拉茹瓦（法語：Sarrageois，法語發音：[saʁaʒwa]）是法国杜省的一个市镇，位于该省南部，属于蓬塔利耶区。

## 地理
萨拉茹瓦（46°43'31"N, 6°12'59"E）面积13.22 平方千米，位于法国勃艮第-弗朗什-孔泰大區杜省，该省份为法国东部内陆省份，北起上索恩省，西接汝拉省，东部及东南部与瑞士接壤，东北部与贝尔福地区省接壤。
与萨拉茹瓦接壤的市镇（或旧市镇、城区）包括：雷莫赖布热翁、热兰、穆特、龙德方丹、莱维勒迪约。

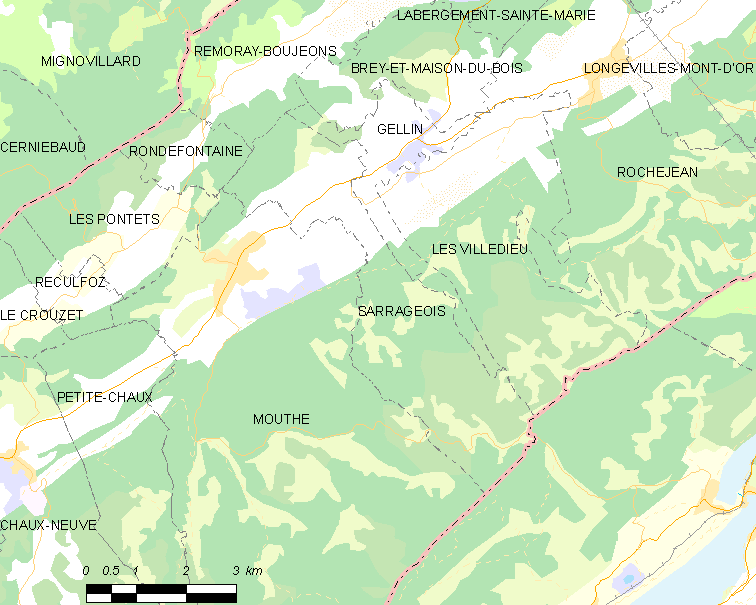
萨拉茹瓦的OSM定位图

萨拉茹瓦的时区为UTC+01:00、UTC+02:00（夏令时）。

## 行政
萨拉茹瓦的邮政编码为25240，INSEE市镇编码为25534。

## 政治
萨拉茹瓦所属的省级选区为弗拉讷县。

## 人口

1962-2008年间萨拉茹瓦人口变化图示

萨拉茹瓦于2022年1月1日时的人口数量为194人。